# Moqueur des savanes
Mimus gilvus
Espèce
Statut de conservation UICN

 LC  : Préoccupation mineure
Le Moqueur des savanes (Mimus gilvus) est une espèce de passereau appartenant à la famille des Mimidae.

## Description
Le moqueur des savanes est un oiseau de 25 cm. Son plumage est de couleur gris sur le ventre et d'un gris-brun sur le dos. Il possède un bec court et fin légèrement crochu. Il a de longues pattes et une longue queue.

## Répartition
Cet oiseau vit du sud du Mexique à l'Est du Brésil et dans les Caraïbes.

## Comportement
Le moqueur des savanes est un oiseau qui aime les terrains ouverts et dégagés où il pourra courir. Il cherche sa nourriture soit au sol en courant, ou bien depuis un piquet. Une fois la proie repérée, il s'élance de son perchoir d'un vol battu, atterrit à quelques mètres de celle-ci, court et l'attrape. Souvent, il déploie ses ailes et les replie pour effrayer ses proies et les trouver.

## Alimentation
Le Moqueur des savanes est un oiseau insectivore. Il attrape toutes sortes d'insectes et d'invertébrés, et mange aussi beaucoup de fruits et de graines. Il visite aussi les mangeoires, mangeant du pain, des graines, de la banane... Il lui arrive parfois de manger de jeunes lézards.

## Nidification
Le Moqueur des savanes construit un nid à base de branchettes et de lianes sèches dans un arbuste épineux de préférence des palmiers. Le nid est placé à une hauteur de 2 à 5 mètres. Le couple défend le nid contre ses prédateurs comme les mangoustes, les quiscales ou bien les geais.

## Sous-espèces
D'après Alan P. Peterson, cet oiseau est représenté par 10 sous-espèces :
- Mimus gilvus gracilis Cabanis 1850, du S du Mexique au Honduras et au Salvador ;
- Mimus gilvus leucophaeus Ridgway 1888, Péninsule du Yucatan et îles alentour ;
- Mimus gilvus magnirostris Cory 1887, île San Andrès et îles du SO des Caraïbes à l'Est du Nicaragua ;
- Mimus gilvus rostratus Ridgway 1884, îles du S des Caraïbes, d'Aruba à Blanquilla ;
- Mimus gilvus antillarum Hellmayr & Seilern 1915, Petites Antilles au S d'Antigua ;
- Mimus gilvus tolimensis Ridgway 1904, O et C de la Colombie, jusqu'à l'extrême N de l'Équateur, introduite de l'E du Salvador au Costa-Rica et au C de Panama ;
- Mimus gilvus melanopterus Lawrence 1849, N et Ne de la Colombie, Venezuela, Guyana et N du Brésil ;
- Mimus gilvus tobagensis Dalmas 1900, Trinidad et Tobago ;
- Mimus gilvus gilvus (Vieillot) 1808, Surinam et Guyane française ;
- Mimus gilvus antelius Oberholser 1919, côte NE et E du Brésil, jusqu'à Rio de Janeiro au S.